# Evelyne Leu
Evelyne Leu (Bottmingen, 7 de julio de 1976) es una deportista suiza que compitió en esquí acrobático, especialista en la prueba de salto aéreo.
Participó en cuatro Juegos Olímpicos de Invierno, entre los años 1998 y 2010, obteniendo una medalla de oro en Turín 2006, en la prueba de salto aéreo.
Ganó una medalla de plata en el Campeonato Mundial de Esquí Acrobático de 2005.

## Medallero internacional
| Juegos Olímpicos   | Juegos Olímpicos | Juegos Olímpicos | Juegos Olímpicos |
| Año                | Lugar            | Medalla          | Competición      |
| ------------------ | ---------------- | ---------------- | ---------------- |
| 2006               | Turín (Italia)   | Medalla de oro   | Salto aéreo      |
| Campeonato Mundial |                  |                  |                  |
| Año                | Lugar            | Medalla          | Competición      |
| 2005               | Ruka (Finlandia) | Medalla de plata | Salto aéreo      |